# 花體草䲁
花體草䲁（學名：Clinus venustris），為輻鰭魚綱䲁形目胎䲁科草䲁屬的一個種，分布於東南大西洋納米比亞呂德里茨布赫特至南非阿爾弗雷德港海域，本魚身體較小、細長且略扁平，頭部輪廓略微凸起，嘴斜裂，唇厚，每隻眼睛的上方和後方各有一根發達的觸手，由一根短而扁平的肉質莖組成，兩側有流蘇狀突起，末端有幾根短而簡單的分支，前鼻孔上的觸鬚扁平，呈勺狀，背棘頂端有2-3簇或2-3條觸鬚，約佔鰭長的一半，顏色變化很大，身體顏色一般為淺黃色，帶有各種顏色的疊加圖案，從粉紅色到橄欖綠、淺棕色或深棕色、紅色或黃色，前三根背棘上有亮藍色、紅色邊緣的斑點，臀鰭通常完全為紅色，胸鰭多半透明，眼睛有亮綠色和橙色放射狀條紋，虹膜亮黃色，背鰭硬棘37-41枚、背鰭軟條2-3枚、臀鰭硬棘2枚、臀鰭軟條23-28枚，體長可達12公分，棲息在潮間帶，以端足類、等足類、糠蝦和棘皮動物為食，雌魚產附著性卵，雄魚會守護卵，幼魚為浮游性，生活習性不明。